# Bàng Bá Lân
Bàng Bá Lân (1912-1988), tên thật là Nguyễn Xuân Lân; là nhà thơ, nhà giáo, và là nhà nhiếp ảnh Việt Nam.

## Tiểu sử
Ông sinh ngày 17 tháng 12 năm 1912 ở phố Tân Minh, Phủ Lạng Thương, tỉnh Bắc Giang. Tuy nhiên, chính quán của ông lại là làng Đôn Thư, tổng Ngô Xá, huyện Bình Lục, tỉnh Hà Nam.
Năm 1916 - 1918, ông theo cha mẹ lên sống ở Vôi rồi ở Kép thuộc tỉnh Bắc Giang.
Năm 1920 - 1928, ông sống với bà nội ở Đôn Thư, sau đó lại về Kép, học trường tiểu học Pháp-Việt ở Phủ Lý, Phủ Lạng Thương và đỗ bằng tiểu học Pháp-Việt ở Đáp Cầu.
Năm 1929 - 1933, ông vào học trường trung học Bảo hộ (trường Bưởi), đỗ bằng thành chung. Vì thi tú tài mấy lần không đỗ, năm 1934 ông về Kép vui thú điền viên, làm thơ, chụp ảnh và xuất bản tập thơ đầu tiên Tiếng thông reo.
Trước Cách mạng tháng Tám ông đã có những tác phẩm: Tiếng thông reo (1934), Xưa (hợp tác với nữ sĩ Anh Thơ, 1941), Tiếng sáo diều (1939 - 1945).
Vào Sài Gòn, ông dạy học và cộng tác với nhiều nhật báo, tuần san, bán nguyệt san và xuất bản thêm: Để hiểu thơ (1956, Thơ Bàng Bá Lân (1957), Tiếng võng đưa (1957).
Năm 1969, xuất bản các tập truyện: Người vợ câm, Vực xoáy, Gàn bát sách (phiếm luận) và tập thơ Vào thu. Ông cũng cho in hai quyển sách Kỷ niệm văn, thi sĩ hiện đại cùng một số sách Giáo khoa Việt văn cho nhiều cấp lớp. Ông còn đứng làm chủ bút tập san Bông Lúa vào thập niên 1950 ở Sài Gòn.
Từ 1977 đến 1984, Bàng Bá Lân viết thêm Kỷ niệm văn, thi sĩ hiện đại quyển 3, hồi ký Trọn đời cho thơ (bản thảo đã thất lạc). Ngoài ra, ông còn viết truyện ký danh nhân Anh em Lumière, ông tổ nhiếp ảnh, viết sách bình khảo, dịch truyện, dịch thơ v.v.
Trong lãnh vực nhiếp ảnh, Bàng Bá Lân cũng tỏ ra là một người có tài năng. Ông từng đoạt những giải thưởng, như: Giải Agfa-Việt báo (Hà Nội, 1937), giải nhì cuộc thi ảnh tạo phủ Thống sứ Bắc Kỳ (1938), huy chương của La Revue Francaise de Photographie et de Cinématographie (tạp chí nhiếp ảnh và điện ảnh Pháp) ở Paris (1939), giải thưởng Ferrania (1953); giải thưởng Triển lãm Tuần lễ Văn nghệ Sài Gòn (1955)...
Các tác phẩm nhiếp ảnh của ông từng được triển lãm ở Hội quán Hội Trí Tri, (Hà Nội, 1939), Bologna (Ý, 1952), Antwerpen (Bỉ,1953), Paris (Pháp, 1953), Singapore (1953), Cuba (1954), Rochester (Mỹ, 1956)...
Ngày 20 tháng 10 năm 1988, Bàng Bá Lân qua đời tại Thành phố Hồ Chí Minh, thọ 76 tuổi.

## Đôi nét về văn nghiệp
Hai nhà nghiên cứu là Hoài Thanh và Hoài Chân nhận xét về thơ Bàng Bá Lân như sau:
"Đồng quê xứ Bắc đã gây cảm hứng cho nhiều nhà thơ. Nhưng mỗi nhà thơ xúc cảm một cách riêng...Bàng Bá Lân không có cái tỉ mỉ của Anh Thơ, không nhìn đủ hình dáng đời quê như Anh Thơ. Anh Thơ có khi nhìn cảnh không mến cảnh, Bàng Bá Lân có khi lại mến cảnh quên nhìn, nhưng đã lưu ý đến cảnh nào, Bàng Bá Lân thường lưu luyến cấnh ấy. Như khi người ta tả một buổi sáng:
Cổng làng rộng mở. Ồn ào
Nông phu lững thững đi vào nắng mai...
...Bởi thế có lúc người đã cảm được hồn quê vẫn bàng bạc sau cảnh vật"...
Trong Việt Nam thi nhân tiền chiến, Nguyễn Tấn Long - Nguyễn Hữu Trọng có nhận xét tương tự:
"Thi sĩ Bàng Bá Lân là một nhà thơ đồng quê nổi tiếng, thường ghi lại những nếp sinh hoạt của người dân miền thôn dã. Một buổi chiều mùa hạ, cảnh hoàng hôn vào độ cuối thu, một miền đất Cà Mau trù phú, một đế đô Hà Nội mến yêu vv...là đề tài chính của thi sĩ nên được giới yêu thơ tặng cho danh hiệu "nhà thơ của đồng áng", thiết tưởng không có gì quá đáng.
Ngoài khía cạnh độc đáo nhất của nhà thơ họ Bàng-loại thơ đồng quê. Đến đây chúng tôi xin nói đến phần khác: "thi ca tình yêu". Về loại này, Bàng Bá Lân không có nhiều...Tuy nhiên trong số ít đó, ông cũng tỏ ra có một giọng thơ "mướt" khi tỏ tình yêu, nhưng là thứ tình yêu nhẹ nhàng của người Á Đông, dù yêu tha thiết cũng không bộc lộ sỗ sàng, nó phải là thứ "tình trong như đã mặt ngoài còn e, như:
Buổi một nàng qua dưới mái hiên
Đường mưa in một gót chân tiên
Ta nhìn theo bước đi ren rén
Bỗng cả lòng yêu náo nức liền...
Từ ấy trên đường loang loáng mưa
Tìm hoài đâu thấy gót chân xưa!
Đường mưa bao gót chân mưa bước,
Gợi mãi tình yêu buổi dại khờ!
(trích "Tình trong mưa", 1942).

## Thông tin thêm
Hỡi cô tát nước bên đàng
Sao cô múc ánh trăng vàng đổ đi
Có ý kiến cho rằng hai câu ca dao trên chính là thơ của ông, và nguyên bản của nó như sau:
Hỡi cô tát nước bên đàng
Sao cô lại múc trăng vàng đổ đi.